# 新飯田 (新潟市)
新飯田（にいだ）は、新潟県新潟市南区の町字。郵便番号は950-1455。

## 概要
1955年（昭和30年）から現在の大字。中ノ口川右岸に位置する。
もとは江戸時代から1955年（昭和30年）まであった新飯田村の区域の一部で、地名の由来は、弥彦神社の贄田であったという説と、新開田だったため「新田」と書き、後に「飯」の字を入れて新飯田としたという説がある。

### 隣接する町字
北から東回り順に、以下の町字と隣接する。
- 清水
- 加茂市田中新田
- 加茂市鵜森
- 上新田
- 三条市代官島
- 三条市大島

※中ノ口川を挟んで燕市上児木。西蒲区上小吉、長場、潟浦新、高野宮、東中、六分と隣接。

## 歴史
- 1955年（昭和30年）3月31日 : 合併により白根町の大字となる。
- 1959年（昭和34年）6月1日 : 白根町の市制施行により、白根市の大字となる。
- 2005年（平成17年）3月21日 : 合併により新潟市の大字となる。
- 2007年（平成19年）4月1日 : 新潟市の政令指定都市移行により、南区の大字となる。

## 世帯数と人口
2018年（平成30年）1月31日現在の世帯数と人口は以下の通りである。
| 大字   | 世帯数  | 人口    |
| ------ | ------- | ------- |
| 新飯田 | 483世帯 | 1,460人 |

## 小・中学校の学区
市立小・中学校に通う場合、学区は以下の通りとなる。
| 番地 | 小学校               | 中学校             |
| ---- | -------------------- | ------------------ |
| 全域 | 新潟市立新飯田小学校 | 新潟市立白南中学校 |

## 主な企業・施設
- 新潟市立新飯田小学校

## 交通

### 道路
- 国道8号
- 新潟県道153号燕白根線
- 新潟県道325号黒埼新飯田線

### バス
以前は新潟交通観光による運行で北陸自動車道経由で新潟駅との間でバスが運行されていたが廃止された。